# 541
Раннє Середньовіччя. У Східній Римській імперії триває правління Юстиніана I. Імперія веде війну з Остготським королівством за Апеннінський півострів і з Персією. Франкське королівство, розділене на частини між синами Хлодвіга. Іберію займає Вестготське королівство, у Тисо-Дунайській низовині лежить Королівство гепідів. В Англії розпочався період гептархії.
У Китаї період Північних та Південних династій. На півдні править династія Лян, на півночі — Східна Вей та Західна Вей. В Індії правління імперії Гуптів. В Японії триває період Ямато. У Персії править династія Сассанідів.
На території лісостепової України в VI столітті виділяють пеньківську й празьку археологічні культури. VI століття стало початком швидкого розселення слов'ян. У Північному Причорномор'ї співіснують різні кочові племена, зокрема гуни, сармати, булгари, алани, авари.

## Події
- Розпочалася бубонна чума, яка отримала назву юстиніанової. Перші випадки були зареєстровані в єгипетському порту Пелузій. Звідти вона потрапила в Александрію, наступного року в Константинополь, а надалі охопила Близький Схід, Північну Африку й Європу. Пандемія тривала 200 років.
- Імператор Юстиніан I відкликав свого полководця Велізарія з Італії й направив його на східний фронт воювати з персами. Велізарій взяв в облогу Нісбіс, не зумів його захопити, але спустошив навколишню місцевість.
- Перський шах Хосрав I ввів свої війська у Лазіку. Перси захопили візантійський порт Петра.
- Королем остготів став Тотіла. Щоб завоювати прихильність народу він звільнив рабів і роздав землю селянам. Тотіла захищає Верону від візантійців, що переважають остготів чисельно.
- Готська війна. Облога Верони.
- Зникло кельтське королівство Регін.